# Dion Lopy
Dion Lopy, né le 2 février 2002 à Dakar au Sénégal, est un footballeur international sénégalais qui évolue au poste de milieu défensif à l'UD Almería.

## Biographie

### Stade de Reims
Né à Dakar au Sénégal, Dion Lopy est formé par le club d’Oslo Football Académie de Dakar où il est vite considéré comme l'un des grands espoirs du pays et l'un des meilleurs à son poste. Il s'engage en faveur du Stade de Reims le 5 octobre 2020, pour un contrat de trois ans,, où il poursuit sa formation.
Lopy joue son premier match en professionnel le 4 avril 2021, à l'occasion d'une rencontre de Ligue 1 face au Stade rennais. Il entre en jeu et les deux équipes se neutralisent ce jour-là (2-2). Il est titularisé dès sa deuxième apparition, le 18 avril suivant, contre le FC Metz, en championnat. Les deux équipes se neutralisent ce jour-là mais la prestation du joueur est remarquée et il est élu homme du match par les supporters de Reims.

### UD Almería
Le 5 août 2023, Dion Lopy rejoint l'Espagne pour s'engager en faveur de l'UD Almería,.

### En sélection
Avec les moins de 20 ans, Lopy participe à la Coupe d'Afrique des nations des moins de 20 ans en 2019. Lors de cette compétition organisée au Niger, il joue quatre matchs. Il s'illustre en marquant un but face au Mali lors du premier match, remporté 2-0 par le Sénégal. Le Sénégal est défait en finale par le Mali justement, après une séance de tirs au but. Grâce à ses prestations, Lopy fait partie de l’équipe-type de la CAN 2019 U20.
Il dispute ensuite quelques mois plus tard la Coupe du monde des moins de 20 ans qui se déroule en Pologne. Lors du mondial junior, il prend part à quatre matchs. Il s'illustre lors de la phase de poule, en marquant un but contre la Colombie. Le Sénégal s'incline en huitièmes de finale face au Nigeria.
Dion Lopy honore sa première sélection avec l'équipe nationale du Sénégal le 28 mars 2023 contre le Mozambique. Il entre en jeu et son équipe s'impose par un but à zéro.
Le 17 mars 2023, il est sélectionné en équipe nationale par Aliou Cissé pour participer aux éliminatoires de la Coupe d'Afrique des Nations.

## Palmarès
Sénégal -20 ans
- Coupe d'Afrique des nations -20 ans :
  - Finaliste : 2019.
- Jeux africains :
  - 3e place en 2019.

### Distinctions personnelles
- Membre de l’équipe-type de la CAN 2019 U20.